# 布氏麗花介
布氏麗花介（学名：Pistocythereis bradyi）为粗面介科麗花介屬下的一个种。